# Ткаченко, Егор Алексеевич
Его́р Алексе́евич Ткаче́нко (род. 15 апреля 2003, Алма-Ата) — казахстанский футболист, защитник клуба «Кайрат» и сборной Казахстана до 21 года, выступающий на правах аренды за клуб «Елимай».

## Клубная карьера
Футбольную карьеру начинал в 2020 году в составе клуба «Кайрат-Жастар» в первой лиге.
Летом 2021 года перешёл в российский клуб «Кайрат» Москва. 18 июля 2021 года в матче против клуба «Ленинградец» дебютировал в ФНЛ-2.
23 апреля 2022 года в матче против клуба «Туран» дебютировал в казахстанской Премьер-лиге (0:1).

## Карьера в сборной
9 октября 2021 года дебютировал за сборную Казахстана до 19 лет в матче против сборной Дании до 19 лет (2:5).
12 ноября 2021 года дебютировал за молодёжную сборную Казахстана в матче против молодёжной сборной Шотландии (1:2).

## Клубная статистика
| Клуб                     | Сезон                    | Лига | Лига | Кубки | Кубки | Еврокубки | Еврокубки | Итого | Итого |
| Клуб                     | Сезон                    | Игры | Голы | Игры  | Голы  | Игры      | Голы      | Игры  | Голы  |
| ------------------------ | ------------------------ | ---- | ---- | ----- | ----- | --------- | --------- | ----- | ----- |
| Кайрат                   | 2021                     | 0    | 0    | —     | —     | —         | —         | 0     | 0     |
| Кайрат                   | 2022                     | 5    | 0    | 2     | 0     | 1         | 0         | 8     | 0     |
| Кайрат                   | 2023                     | 18   | 0    | 3     | 0     | —         | —         | 21    | 0     |
| Кайрат                   | 2024                     | 8    | 0    | 2     | 0     | —         | —         | 10    | 0     |
| Кайрат                   | Итого                    | 31   | 0    | 7     | 0     | 1         | 0         | 39    | 0     |
| → Кайрат-Жастар          | 2020                     | 0    | 0    | —     | —     | —         | —         | 0     | 0     |
| → Кайрат-Жастар          | 2021                     | 8    | 0    | —     | —     | —         | —         | 8     | 0     |
| → Кайрат-Жастар          | Итого                    | 8    | 0    | —     | —     | —         | —         | 8     | 0     |
| → Кайрат (Москва)        | 2021/22                  | 12   | 0    | 5     | 0     | —         | —         | 17    | 0     |
| → Кайрат (Москва)        | Итого                    | 12   | 0    | 5     | 0     | —         | —         | 17    | 0     |
| → Кайрат-Жастар          | 2022                     | 4    | 0    | —     | —     | —         | —         | 4     | 0     |
| → Кайрат-Жастар          | 2023                     | 2    | 0    | —     | —     | —         | —         | 2     | 0     |
| → Кайрат-Жастар          | 2024                     | 1    | 0    | —     | —     | —         | —         | 1     | 0     |
| → Кайрат-Жастар          | Итого                    | 7    | 0    | —     | —     | —         | —         | 7     | 0     |
| Всего за «Кайрат-Жастар» | Всего за «Кайрат-Жастар» | 15   | 0    | —     | —     | —         | —         | 15    | 0     |
| → Жетысу                 | 2024                     | 8    | 0    | —     | —     | —         | —         | 8     | 0     |
| → Жетысу                 | Итого                    | 8    | 0    | —     | —     | —         | —         | 8     | 0     |
| Всего за карьеру         | Всего за карьеру         | 66   | 0    | 12    | 0     | 1         | 0         | 79    | 0     |